# Europaschutzgebiet Spirkenwälder Innergamp
Das Europaschutzgebiet Innergamp (Natura-2000-Gebiete, auch: Spirkenwälder Innergamp) liegt in der Gemeinde Nenzing in Vorarlberg, Österreich im Rätikon. Es umfasst Wald, insbesondere Bergkiefern (Spirken). Die Bergkiefern gelten als „Überlebenskünstler“ und können auch wie hier vorliegend in sehr nährstoffarmen Gebieten wachsen aber auch in saurem Untergrund, wie in Hochmooren.
Zweck des Europaschutzgebietes Innergamp ist der Schutz hier lebender gefährdeter wildlebender heimischer Pflanzen- und Tierarten und ihrer natürlichen Lebensräume.

## Rechtliche Grundlage
Das Europaschutzgebiet Innergamp wurde gemäß Vorarlberger Naturschutzverordnung als solches mit einem einfachen Landesgesetz ausgewiesen. Grundlage für die Unterschutzstellung ist die Flora-Fauna-Habitat-Richtlinie 92/43/EWG (FFH-Richtlinie) der Europäischen Union. 

## Topografie
Das Europaschutzgebiet Innergamp liegt nahe der Grenze zwischen Liechtenstein und Österreich (etwa 1,5 km Luftlinie entfernt) auf dem Gemeindegebiet von Nenzing und hat in etwa die Form eines Kopfs mit phrygischer Mütze. Das gesamte Gebiet liegt in einer Höhe von etwa 1510 m ü. A. bis 1820 m ü. A. und hat eine Fläche von etwa 44 Hektar. Im nordöstlichen Teil liegt im Schutzgebiet der Lohnspitz (1801 m ü. A.). Das vom Galinakopf (2198 m ü. A.) kommende Galinagrätle, zu dem die Lohnspitz gehört, bildet einen Teil der nordwestlichen Grenze des Schutzgebietes. Westlich, etwa 600 Meter Luftlinie entfernt, liegt die Galinalpe (etwa 1570 m ü. A.) und nordöstlich, etwa 400 Meter entfernt, die Vortdergampalpe (etwa 1530 m ü. A.) Die für das Schutzgebiet namensgebende Innergampalpe (etwa 1500 m ü. A.) liegt etwa 500 Meter Luftlinie entfernt in südlicher Richtung.

## Schutzzweck und -umfang
Im Sinne der Flora-Fauna-Habitat-Richtlinie (Anhang I der FFH-Richtlinie) ist für dieses Schutzgebiet der Prioritärer Lebensraum des Bergkiefervorkommens (montaner und subalpiner Pinus uncinata) auf Wald auf Gips und Kalksubstrat besonders geschützt.
Dieses Europaschutzgebiet ist eines von drei weiteren im Rätikon zum Schutz der Bergkiefernvorkommen (Europaschutzgebiet Spirkenwälder Saminatal, Europaschutzgebiet Spirkenwald Oberer Tritt, Europaschutzgebiet Spirkenwälder Brandnertal). Mit diesen vier Schutzgebieten werden die größten Vorarlberger Vorkommen und etwa die Hälfte der österreichweiten Bestände der Spirke abgedeckt.

## Nutzung und Verkehr
Das Europaschutzgebiet wird wenig als Naherholungsgebiet genutzt. Es führt keine öffentliche Straße in das Schutzgebiet.